# Chamanthedon chrysopasta
Chamanthedon chrysopasta is een vlinder uit de familie wespvlinders (Sesiidae), onderfamilie Sesiinae.
Chamanthedon chrysopasta is voor het eerst wetenschappelijk beschreven door Hampson in 1919. De soort komt voor in het Afrotropisch gebied.